# Erwin Saavedra
Erwin Mario Saavedra Flores, mais conhecido como Erwin Saavedra, ou simplesmente Saavedra (22 de fevereiro de 1996), é um futebolista boliviano que atua como lateral-direito, volante e meia. Atualmente, joga pelo Mamelodi Sundowns.

## Carreira
Erwin Saavedra jogou desde o início de sua carreira no Bolívar e já fez parte do elenco da Seleção Boliviana de Futebol da Copa América de 2020.
Recentemente foi emprestado ao Goiás Esporte Clube para atuar por um ano no futebol brasileiro. 